# Janusz Misterka
Janusz Misterka (ur. 9 stycznia 1970) – polski hokeista.

## Kariera zawodnicza
- Podhale Nowy Targ (1990–1996)
- STS Sanok (1996–1999)

Hokej trenował od III klasy szkoły podstawowej. Został wychowankiem Podhala Nowy Targ. W seniorskiej drużynie tego klubu grał od 1990. W 1996 został zawodnikiem STS Sanok. W drużynie grał w sezonach 1996/1997, w sezonie 1997/1998, 1997/1998, 1998/1999.
W barwach reprezentacji Polski do lat 18 brał udział w turnieju mistrzostw Europy juniorów do lat 18 w 1988. W barwach reprezentacji Polski do lat 20 uczestniczył w turnieju mistrzostw świata juniorów do lat 20 w 1989 (Grupa B), 1990 (Grupa A). W 1990 zadebiutował w seniorskiej reprezentacji Polski.
Po zakończeniu czynnej kariery zawodniczej podjął występy w amatorskiej drużynie polonijnej w Stanach Zjednoczonych wspólnie z innymi byłymi polskimi hokeistami. Występował w meczach pokazowych i charytatywnych.

## Sukcesy
Reprezentacyjne
- Awans do Grupy A mistrzostw świata juniorów do lat 20: 1989

Klubowe
- Złoty medal mistrzostw Polski: 1993, 1994, 1995, 1996 z Podhalem Nowy Targ
- Srebrny medal mistrzostw Polski: 1990 z Podhalem Nowy Targ
- Brązowy medal mistrzostw Polski: 1991, 1992 z Podhalem Nowy Targ